# 乙醇酸
乙醇酸（glycolic acid (hydroacetic acid or hydroxyacetic acid)），别名2-羟基乙酸、羟基乙酸。结构式HOCH2COOH。

## 性质
纯品为无色无味易潮解结晶。溶于水、乙醇和乙醚。工业品常为70％水溶液，淡黄色液体，有类似烧焦糖的气味。
乙醇酸纯品毒性较低；但由于其酸性较强，具腐蚀性，与皮肤接触时会发生严重肿痛。相关工作人员需穿戴防护用具，生产设备需严格密闭，工作场所要求通风良好。

## 制备
由氯乙酸在碱性条件下水解而得。通过先与甲醇酯化产生乙醇酸甲酯，再经蒸馏和水解而纯化。
{\displaystyle \ ClCH_{2}COOH+NaOH\rightarrow HOCH_{2}COOH+NaCl}
{\displaystyle \ HOCH_{2}COOH+CH_{3}OH\rightleftharpoons HOCH_{2}COOCH_{3}+H_{2}O}
{\displaystyle \ HOCH_{2}COOCH_{3}+NaOH\rightarrow HOCH_{2}COONa+CH_{3}OH}

## 用途
用作化学分析试剂、有机合成原料，例如用于生产乙二醇、聚羟基乙酸、皮革染色剂、纤维染色剂、铜蚀剂、清净剂、鞣革剂、粘合剂、金属螯合剂、电镀药剂、焊接机配料和石油破乳剂等。2％乙醇酸与1％甲酸配成的混合液，是一种高效低成本的洗涤剂，适用于清洗空调机。
由于对皮肤具有较强的穿透性，乙醇酸也用于皮肤增白护理用品等化妆品中，用作去除死皮和汗毛的药剂。

## 外部連結
- Glycolic acid MS Spectrum（页面存档备份，存于）
- Hazardous Substances Data Bank（页面存档备份，存于）
- glycolic acid products[]